# 연자방아

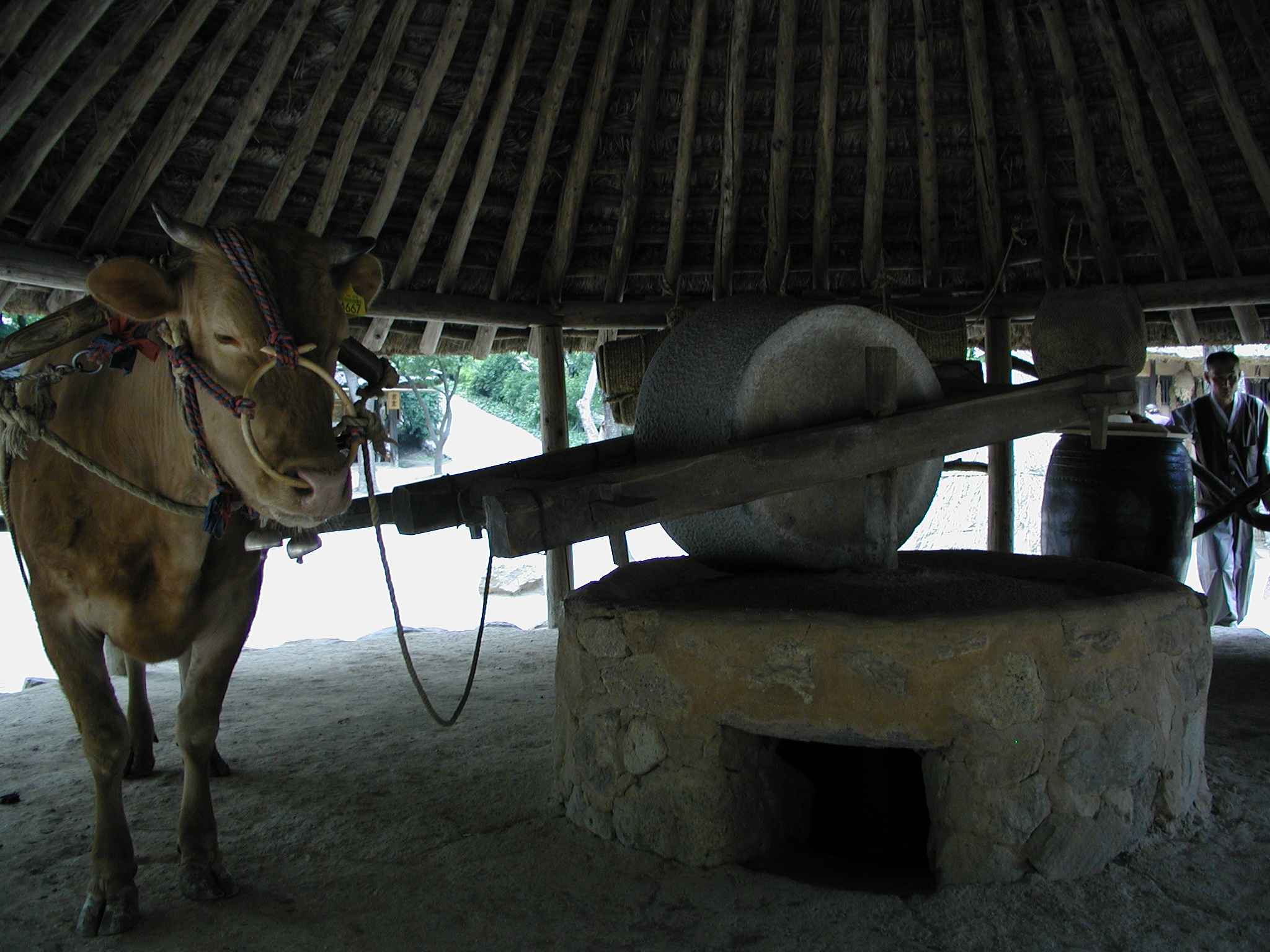
한국민속촌에 있는 연자방아

연자방아(硏子-)는 연자매라고도 하며, 말이나 소가 절구 위에 있는 돌을 끌어서 돌려 곡식을 빻도록 만든 방아이다.